# Eve Online
Az EVE Online egy sci-fi témájú, űrben játszódó online szerepjáték (MMORPG), amelyet az izlandi CCP Games fejleszt, és amely 2003-ban jelent meg. A játékosok egy közös univerzumban, New Edenben játszanak, amely több ezer csillagrendszert foglal magában. 2025-ben az EVE Online több mint 11 millió regisztrált felhasználóval és napi átlagosan 132 000 aktív játékossal rendelkezik, ezzel a legnagyobb létszámú és legrégebben működő sci-fi témájú MMORPG-k közé tartozik. A játék alapvetően havidíjas előfizetésre épül, de 2016 óta elérhető egy ingyenesen játszható verzió is (Alpha clone), amely korlátozott hozzáférést biztosít. A teljes funkcionalitású (Omega clone) fiók előfizetéssel vagy játékon belüli valutával (PLEX) váltható ki.

## Játékmenet
Az EVE Online játékmenete úgynevezett nyílt végű (sandbox) rendszerre épül, amelyben a játékosok szabadon dönthetnek arról, milyen tevékenységeket végeznek és milyen szerepeket vállalnak. A New Eden nevű univerzum több mint 7500 csillagrendszerből áll, melyeket űrkapuk kötnek össze. A játékosok ezekben a rendszerekben szabadon közlekedhetnek és különféle tevékenységeket folytathatnak, például harcot más játékosok vagy mesterséges intelligenciával irányított ellenfelek ellen, bányászatot és nyersanyag-kitermelést, ipari gyártást, kutatást, feltalálást, valamint kereskedelmet a játékosok által működtetett piactéren. A gazdaság teljes egészében a játékosok tevékenységein alapul: a legtöbb hajót és felszerelést más játékosok állítják elő, az árakat pedig a kereslet és kínálat dinamikája határozza meg. Az EVE saját játékon belüli valutával (ISK) és különleges fizetési eszközzel (PLEX) is rendelkezik, Az EVE saját játékon belüli valutával (ISK) és különleges előfizetési eszközzel (PLEX) is rendelkezik, mely utóbbi lehetővé teszi a valódi pénz játékon belüli valutára váltását.
A játék egyik legmeghatározóbb jellemzője a politikai és katonai együttműködés: a játékosok vállalatokat (corporation) alapíthatnak, amelyek szövetségekbe (alliances) tömörülhetnek. Ezek a szervezetek régiók felett vehetik át az irányítást, háborúkat vívhatnak, szövetségeket köthetnek, és akár több ezer fős konfliktusokat is kirobbanthatnak.
Az EVE Online különlegessége, hogy a világ minden játékosa egyetlen közös szerveren (Tranquility) játszik, így az univerzum eseményei mindenkit közvetlenül érintenek. A játéktér történései – gazdasági válságoktól kezdve politikai hatalomváltásokon át egészen nagyszabású katonai hadműveletekig – nagyrészt a játékosok döntéseinek eredményeként alakulnak, ezáltal az EVE egy élő, dinamikusan változó világot kínál.

### ISK – The Guide
Az EVE Online közössége korábban az egyik legátfogóbb, játékosok által készített segédletet hozta létre ISK – The Guide címen. A többkötetes, illusztrált útmutatót nem a fejlesztők készítették, hanem egy dedikált szerkesztőcsapat az EON Magazine és a CCP Games támogatásával. Az eredeti magyar nyelvű verziót – valamint annak frissítéseit – Várkonyi Gábor László (Laci) és Lipták László (Mermalior) állították össze 2012-ben. A kiadvány később több nyelven is megjelent, köztük angolul is. Mind a magyar, mind az angol változat továbbra is elérhető, azonban a játék azóta jelentősen átalakult, így az ISK – The Guide ma már elsősorban archív jelleggel szolgál, és nem tükrözi az EVE Online jelenlegi állapotát.

## Történet
Az emberiség a távoli jövőben, az időszámítás szerint 7987-ben felfedezett egy természetes féregjáratot, amely egy addig ismeretlen csillagrendszerbe vezetett. A súlyos túlnépesedés és nyersanyaghiány miatt a nagyhatalmak kolonizációs hullámot indítottak, és az új rendszert az egyik első telepes, Dano Gheinok nyomán New Eden néven kezdték emlegetni. A féregjáratot EVE-kapu néven ismerték el, a "második teremtés" kezdeteként. A következő évtizedekben tömeges kivándorlás zajlott New Edenbe. Csillagkapuk hálózata épült ki, amely lehetővé tette az emberiség gyors terjeszkedését a rendszer különböző bolygóira. Technológia, ipar és kultúra virágzott, és az emberiség ismét civilizációt teremtett.
8061-ben, 72 évvel az első átkelés után, az EVE-kapu instabillá vált és összeomlott. Az esemény során hatalmas energiakitörés pusztította el a környező flottákat, és megszakadt minden kapcsolat az emberiség eredeti világaival. A kapu helyén csak egy halott szingularitás maradt. A kolóniák elszigetelődtek, az utánpótlás és technológiai támogatás nélkül. A legtöbb világ nem volt önellátó: zavargások, polgárháborúk és éhínség törtek ki. A terraformálási projektek megszakadtak, a kulcstechnológiák elvesztek, és a legtöbb kolónia végül összeomlott. Az emberiség hosszú időre technológiai visszafejlődésbe süllyedt, és fokozatosan feledésbe merült saját eredete.
A fennmaradt kolóniák néhány évezred alatt újra felfedezték egymást, és fokozatosan újraépítették az űrutazás alapjait. Új bolygókat telepítettek be, új csillagkapukat építettek, és hosszú fejlődési időszak után öt meghatározó civilizáció alakult ki: az Amarr Birodalom, egy teokratikus rabszolgatartó állam; a Caldari Állam, egy militarista, vállalatok által irányított meritokrácia; a Gallente Szövetség, egy demokratikus és individualista társadalom; a Minmatar Köztársaság, egy törzsi alapú, függetlenségre törekvő államszövetség; valamint a Jove Birodalom, egy zárkózott és technológiailag rendkívül fejlett civilizáció. A civilizációk közötti béke fenntartására létrehozták a CONCORD nevű szervezetet.
New Eden ma egyszerre civilizált és kaotikus világ. A klóntechnológiának köszönhetően létrejött a kapszulapilóták új kasztja, akik gyakorlatilag halhatatlanok, és döntő szerepet játszanak a birodalmak közötti politikai, gazdasági és katonai küzdelmekben. Ők uralják az űr peremvidékeit, miközben a régi hatalmak igyekeznek megtartani befolyásukat egy folyamatosan átalakuló világrendben.

## Hatalmi csoportok

### Államok

#### Amarr Birodalom
Az Amarr Birodalom (angolul Amarr Empire) a New Eden univerzum legnagyobb területű állama, központosított teokratikus monarchia, ahol a hatalom a császár és az öt örökös között oszlik meg. A birodalom története során számos más fajt leigázott, és a rabszolgaság a mai napig a társadalmi rendszer részét képezi. Az Amarr volt az első frakció, amely újra felfedezte a csillagközi utazás technológiáját, terjeszkedése pedig számos konfliktust eredményezett, többek között a Minmatar Köztársasággal és a Gallente Föderációval. Az Amarrhoz tartozik az Ammatar Mandátum is – egy fél-autonóm terület, amelyet a Minmatar származású, de Amarr-párti Nefantar törzs tagjai hoztak létre a Minmatar Lázadás után. Az Ammatarok hűséges szövetségesei maradtak a Birodalomnak, és saját flottával, közigazgatással rendelkeznek, ugyanakkor politikai és katonai értelemben továbbra is Amarr fennhatóság alatt állnak. Az Ammatar frakció nem játszható; Ammatar NPC-k küldetésekben jelenhetnek meg. Az Amarr Birodalom kialakítása több történelmi és vallási forrásból merít, elsősorban a Bizánci Birodalom politikai rendszeréből és a teokratikus monarchiák működéséből. A birodalom hierarchikus felépítése, amelyben a császár mellett örökös nemesi családok uralkodnak, a bizánci struktúrát idézi. Az Amarr államvallásának központi szerepe, valamint az isteni hatalomra épülő uralkodói jog szintén történelmi teokráciákra utal. A rabszolgaság intézménye, a hódító expanzió és a vallási háborúk koncepciója részben az ókori Római Birodalom és az ábrahámi vallások – különösen a judaizmus, a kereszténység és az iszlám – elemeiből ered. A Reclaiming nevű hittérítő hadjárat, valamint a Khanid-szakadás vallási és politikai konfliktusokat idéz, amelyek gyakoriak voltak a történelmi birodalmakban. Hajóik elsősorban energiafegyvereket használnak, amelyek nem lőszert, hanem közvetlenül a hajó belső energiaforrását, az úgynevezett capacitor-t fogyasztják. Gyakran használnak drónokat is másodlagos támogató eszközként. Jellemző rájuk a nagy páncélvédettség, valamint a magas páncélellenállás, ugyanakkor mozgékonyságuk általában alacsony. Számos hajójuk képes az ellenséges capacitor lemerítésére vagy semlegesítésére, illetve a lövegfegyverek pontosságának csökkentésére (tracking disruption). Az Amarr hajók és űrállomások aranyszínű, díszes kialakításukkal a vallási pátoszt és a birodalmi felsőbbrendűséget tükrözik; a dizájnjuk masszív, ívelt formákra és szakrális monumentalitásra épül. Az Amarr birodalmi rendszereket jellemző meleg, aranyló fényhatások vizuálisan is erősítik a birodalom vallásos és égi karakterét.

#### Caldari Állam
A Caldari Állam (angolul Caldari State) egy autoriter, militarista társadalom, amelyet nyolc nagyvállalat irányít. Ezek a vállalatok osztják fel egymás között a területeket, és saját jogrendjük szerint működtetik a gazdaságot, a rendfenntartást és a közigazgatást. A lakosság élete szorosan összefonódik a vállalati rendszerrel, amely nagy hangsúlyt fektet a lojalitásra, teljesítményre és fegyelemre. Az óriásvállalatok közösen irányítják a Chief Executive Panel nevű testületet, amely a külpolitikáért és az állami hadseregért felelős. A Caldari Állam megalkotását valós kulturális és gazdasági modellek ihlették. Társadalmi és gazdasági rendszere erősen támaszkodik a japán és finn vállalati kultúrákra, különösen a centralizált, cégek által irányított életmód és a szigorú munkaerkölcs tekintetében. A kapitalista berendezkedés és a nagyvállalatok dominanciája emellett az amerikai gazdasági modell elemeit is tükrözi. A Caldari nyelvi és kulturális elemeiben a japán és finn hatások egyaránt felfedezhetők. A Caldari hajók elsősorban rakétarendszereket, másodlagos fegyvernemként pedig hibrid lövegeket használnak. A védelemben a pajzsokra helyezik a hangsúlyt a páncél vagy gyorsaság helyett. Jellemző rájuk a nagy lőtávolság, valamint az ellenséges célzórendszerek megzavarására alkalmas fejlett elektronikai hadviselési képességek. A Caldari ipari és militarista hagyományait tükrözik sötét, szögletes hajóik és szigorúan funkcionális állomásaik, amelyek minimalista kialakításuk ellenére is ridegséget sugároznak. Rendszereik kékes-szürkés árnyalatban úsznak, ezzel is az ipari hangulatot erősítve.

#### Gallente Föderáció
A Gallente Föderáció (angolul Gallente Federation) egy demokratikus államszövetség, amely a szabadságot, az egyéni jogokat és a kulturális sokszínűséget hirdeti. Kezdetben együtt fejlődtek a Caldari néppel, de politikai és kulturális ellentéteik háborúhoz vezettek, amely végül a CONCORD közvetítésével ért véget. A Szövetség politikai rendszere három ágra tagolódik: elnök vezette végrehajtó hatalom, 901 fős Szenátus és Legfelsőbb Bíróság. A társadalom rendkívül változatos és nyitott, de erősen megosztott. A Gallente kulturális befolyása jelentős a galaxisban, de ezt sokan kulturális imperializmusként bírálják. A Gallente Szövetséget elsősorban a francia politikai és kulturális hagyományok, valamint a nyugati liberális demokráciák eszméi ihlették. Jellemző rájuk az egyéni szabadságjogok hangsúlyozása, a pluralizmus, a piacgazdaság és a kulturális sokszínűség. A francia mellett kisebb mértékben kanadai, európai és koreai hatások is felfedezhetők. A Gallente hajók elsősorban hibrid lövegeket használnak, amelyeket drónok egészítenek ki. Védelmük elsősorban páncélon alapul, de a hajótervezés során a páncél és a sebesség között igyekeznek egyensúlyt találni, így egyik területen sem kiemelkedők, de összességében rugalmasan alkalmazhatók. Emellett specialitásuk a Warp Prevention (ellenfél elugrásának megakadályozása) és a Sensor Dampening (célzóképesség és érzékelés gyengítése), amelyekkel hatékony zavaró szerepet töltenek be. A Gallente hajókra az Art Nouveau stílusra emlékeztető, organikus, ívelt formavilág jellemző, gyakran aszimmetrikus kialakítással. Az állomások hasonló esztétikát követnek, külső és belső szerkezetük is hangsúlyosan organikus formavilággal. A Gallente rendszerek zöldes tónusúak, és vizuálisan is a természetességet, valamint az élettel való összhangot hangsúlyozzák.

#### Minmatar Köztársaság
A Minmatar Köztársaság (angolul Minmatar Republic) egykor fejlett törzsi civilizációt alkotott, mígnem az Amarr Birodalom lerohanta és több száz évre rabszolgasorba taszította őket. A Nagy Lázadás során visszanyerték szabadságukat, és megalapították a Minmatar Köztársaságot, amely kezdetben Gallente mintára működött, de mára visszatért a törzsi alapú irányításra. A hét törzs közül négy alapította a köztársaságot, a többi később csatlakozott. Az államot a Törzsi Tanács vezeti, élén a Sanmatarral. A nép jelentős része ma is rabszolgaságban vagy szétszóródva él. A minmatárok társadalma a törzsekre, klánokra és körökre épül, kultúrájukban fontos szerepet játszanak a tetoválások. A Minmatar nép nem egyetlen valós nemzet vagy kultúra alapján készült, hanem több történelmi példa és kulturális elem ihlette. Központi motívumuk a rabszolgaság, az elnyomás elleni lázadás és a kulturális sokszínűség. Történetük párhuzamba állítható olyan valós történelmi esetekkel, mint az afrikai diaszpóra, a gyarmati rabszolgaság vagy a nomád közösségek küzdelme a fennmaradásért. A Minmatar vérvonalak kevert eredetűek (európai, ázsiai, afrikai), ami a frakció heterogén jellegét tükrözi. A Thukker törzs különösen erősen merít a nomád túlélőkultúrákból. A frakció összességében a szabadságvágyat, a törzsi hagyományokhoz való ragaszkodást és az önrendelkezésért folytatott harcot szimbolizálja. A Minmatar hajók elsősorban lövedékalapú fegyvereket (projectile turrets) használnak, amelyek nem igényelnek energiát, de különféle lőszertípusokat igen. Másodlagos fegyvernemként a rekétarendszerekre támaszkodnak. Védekezésben rugalmasan ötvözik a pajzs- és páncélvédelmet, legnagyobb erősségük pedig a nagy sebesség és mozgékonyság. Elektronikai hadviselésük egyik kulcseleme a célfestés (target painting), amely megnöveli az ellenség észlelési méretét, így nemcsak gyorsabban becélozhatóak, könnyebben eltalálhatók, de nagyobb sebzést is szenvednek. A Minmatar hajók rozsdásnak tűnő, durván hegesztett szerkezetei a funkcionalitást és a túlélésre való törekvést helyezik előtérbe, állomásaik is inkább praktikusak, mint esztétikusak. A Minmatar rendszerekre a barna színárnyalatok és vöröses fényhatások jellemzőek. A domináns barna tónus vizuálisan összekapcsolódik a hajóikon is megjelenő rozsdás fémfelületekkel, emellett szimbolikus jelentéssel is bír: utal a Minmatar múltjára mint elnyomott, rabszolgaságba taszított népre, és párhuzamba állítható az afrikai diaszpóra kulturális örökségével.

#### Jove Birodalom
A Jove Birodalom (angolul Jove Empire) egy rendkívül fejlett, rejtőzködő emberi civilizáció az EVE Online univerzumában. A Jove-ok az emberiség egyik legrégebbi ismert ágát képviselik, akik hosszú történelmük során több technológiai aranykort éltek át. Genetikai módosításaik révén jelentősen eltérnek a többi emberi frakciótól, és fizikai megjelenésük is idegenszerű benyomást kelt. Társadalmuk decentralizált, filozófiailag és tudományosan is megosztott kisebb közösségekből áll. Technológiai fejlettségük messze felülmúlja a többi ismert birodalomét. Legnagyobb hatásukat az ismert világra a kapszulatechnológia átadásával gyakorolták, amely megalapozta a modern kapszulás pilóták létét. Bár korábban részt vettek a galaktikus diplomáciában és az interstelláris együttműködést szervező CONCORD munkájában, mára teljesen visszavonultak az ismert világ ügyeiből. Ennek oka elsősorban egy gyógyíthatatlan genetikai betegség, az úgynevezett joviai kór, amely hosszú idő alatt társadalmi összeomláshoz és széthulláshoz vezetett. Bár sokan úgy vélik, hogy a Jove-ok teljesen eltűntek, mások szerint rejtve továbbra is léteznek, és a külvilágtól elszigetelten figyelik az eseményeket. A Jove Birodalom jelenleg nem elérhető játszható frakcióként a játékosok számára. Ugyanakkor egyes fejlett technológiájú hajóik és eszközeik elérhetőek a Society of Conscious Thought (SoCT) nevű szervezeten keresztül, amely részben a Jove örökségét viszi tovább, és különleges státuszt élvez az ismert birodalmak között.

#### Triglavian Kollektíva
A Triglavian Kollektíva (angolul Triglavian Collective) egy 2018-ban bemutatott, titokzatos frakció az EVE Online univerzumában. Eredetük az úgynevezett Abyssal Deadspace nevű, zárt és veszélyes térséghez kapcsolódik, ahol egyedi körülményekhez alkalmazkodva és elszigetelten fejlődtek ki több ezer évvel ezelőtt. Megjelenésük új küldetéstípusokat, saját hajókat és különleges technológiákat hozott a játékba. Társadalmi rendszerük három nagyobb frakcióra, úgynevezett „kládokra” épül, de működésük részletei kívülállók számára nehezen értelmezhetők. A külvilágtól való elszigeteltségük ellenére technológiai fejlettségük kiemelkedő, különösen az energiafegyverek, az űrhajógyártás és a tértechnológia terén. Jelenlétük fokozatosan kiterjedt az ismert világra is, amikor inváziót indítottak több csillagrendszer ellen. Az eseménysorozat végén megalakult a Pochven nevű, különálló régió, amelyet teljes egészében a Kollektíva irányít. A frakció nem játszható közvetlenül, azonban a velük való együttműködés és technológiáik megszerzése a játékosok számára is lehetővé vált bizonyos feltételek teljesítésével. A Triglavianok saját fejlesztésű fegyverrendszert és hajóosztályokat használnak, amelyek később a játékosok számára is elérhetővé váltak. Hajóik központi eleme az Entropic Disintegrator, egy olyan energiafegyver, amely folyamatosan növeli sebzését ugyanazon célpont ellen, és hő- illetve robbanásalapú sebzést okoz. A hajók páncélvédelmet részesítenek előnyben, és jellemző rájuk a támogató és sokoldalú kialakítás.

### Szervezetek

#### CONCORD Assembly
A CONCORD (Consolidated Cooperation and Relations Command, azaz Egyesített Együttműködési és Kapcsolattartási Parancsnokság) egy független nemzetközi szervezet, amelyet több mint egy évszázada hoztak létre az öt birodalom közötti diplomáciai feszültségek enyhítésére a csillagközi kereskedelem szabályozására, és a rendfenntartásra. Kezdetben csupán közvetítő szerepet töltött be, ám az Iyen-Oursta-i béketárgyalások sikerével megszilárdította pozícióját, és idővel teljesen önálló intézménnyé vált. A CONCORD rendfenntartó tevékenysége elsősorban a birodalmi területek nagy biztonságú (high security) szektoraira terjed ki, ahol a szervezet fegyveres erővel lép fel a szabályszegő vagy bűncselekményt elkövető játékosokkal szemben. Flottáját fejlett, több birodalom technológiáját ötvöző hajók alkotják, amelyek gyors és hatékony reagálásukról ismertek. Ezek a hajók minden fegyvertípust támogatnak, kiegyensúlyozott mozgékonysággal rendelkeznek, és változatosan építhetők pajzs- vagy páncélalapú védelemre.

#### EDENCOM
Az EDENCOM (New Eden Common Defense Initiative, azaz Új Edeni Közös Védelmi Kezdeményezés) egy félig autonóm katonai szervezet, amelyet a CONCORD és a négy nagy birodalom hozott létre YC122-ben a Triglavian Kollektíva inváziójának visszaverésére. A szervezet a New Eden Defense Fund forrásait felhasználva koordinálta a veszélyeztetett rendszerek megerősítését, valamint a közös védelmi hadműveleteket. Bár az invázió véget ért, az EDENCOM továbbra is jelen van, és bizonyos rendszerekben megőrizte ellenőrzését. Az EDENCOM haderejét CONCORD- és birodalmi egységek alkotják, amelyek hajói fejlett technológiát alkalmaznak, és elsősorban a Triglavian fenyegetés elleni hadviselésre lettek optimalizálva. Az EDENCOM hajói elsősorban Vorton Projector fegyverrendszert használnak, amely elektromos ívként csapódik át több célponton, egyszerre több ellenfelet is sebezve. Ezek a fegyverek EM és kinetikus sebzést okoznak. A hajók elsődleges védelme a pajzs, és kimondottan erre a védekezési formára vannak optimalizálva.

#### Mordu's Legion
A Mordu's Legion (magyarul: Mordu Légiója) egy független zsoldosszervezet az EVE Online univerzumában, amely Intaki származású katonákból alakult a Gallente–Caldari háborút követően. A szervezetet Muryia Mordu alapította, és gyorsan hírnevet szerzett professzionális, megbízható katonai szolgáltatásaival. Bár formálisan nem tartozik egyetlen nagyhatalomhoz sem, a Légió szoros kapcsolatot ápol a Caldari Állammal, és gyakran vállal biztonsági és katonai megbízásokat különböző frakciók számára. Semlegessége és függetlensége miatt több konfliktusövezetben is elfogadott békefenntartó szereplőként működik. A Mordu hajók a Caldari és Gallente technológiák ötvözésével készülnek. Pajzsos védelemre és nagy sebességre épülnek, rakétáik gyorsak és nagy hatótávolságúak. Bónuszt kapnak a rakétasebzésre, valamint a warp scrambler és disruptor hatótávjára, így hatékonyak az ellenség mozgásának korlátozásában. Megjelenésük a Caldari hajókat idézi, designjuk hasonló, de teljesen egyedi hajómodellekkel rendelkeznek.
Servant Sisters of EVE
A Servant Sisters of EVE (magyarul: EVE Szolgáló Nővérei) egy vallási alapokra épülő humanitárius szervezet, amely segélyállomásokat működtet az űr peremvidékein, a birodalmakon kívül. Eredetileg semleges segélyszervezetként jött létre a Gallente–Caldari háború idején, és azóta is kulcsszerepet játszik a katasztrófa-elhárításban, élelmiszer- és gyógyszersegélyezésben. A szervezet központi hite szerint az EVE-kapu egyfajta „mennybe vezető átjáró”, amelyen túl isteni erő lakozik. Ennek kutatására jött létre tudományos részlegük, a Sanctuary, amely több kísérletet is végzett a kapu közelében. A Sisters of EVE vezető alakjai közé tartozik Santimona Sarpati, valamint a jelenlegi főpapnő, Harna Durado, aki szerint a kapu tanulmányozása „isten akarata”. A szervezet működését adományokból és korlátozott gazdasági tevékenységekből finanszírozza. A Servant Sisters of EVE hajói az Amarr energiafegyvereket és a Gallente eredetű drónhasználatot ötvözik, elsődleges védelmük a páncélzat. Ezek a hajók magas manőverezőképességgel rendelkeznek, ugyanakkor lassúak. Elsősorban felderítésre és rejtett műveletekre optimalizálták őket, gyakran használnak álcázó- és szkennelő rendszereket is.

#### The Society of Conscious Thought
A Society of Conscious Thought (magyarul: A Tudatos Gondolkodás Társasága, röviden SoCT) egy három évszázada alapított joviai eredetű intézmény, amely spirituális és tudományos célkitűzésekkel jött létre. Kezdetben szellemi megvilágosodást kereső szektaként működött, később politikai befolyásra tett szert, majd visszavonulva oktatási és kutatási tevékenységre koncentrált. A joviai nép jelenlegi helyzete ismeretlen, a SoCT azonban továbbra is aktív szereplője New Eden világának. A SoCT elszigetelt telepeken, ún. kitzekben működik, amelyekben iskolák, laboratóriumok és lakóegységek egyaránt találhatók. Oktatási intézményei zártkörűek, a felvételi folyamat átláthatatlan, de végzősei kiemelkedő elismertségnek örvendenek a galaxis szerte. A Society of Conscious Thought hajói elsősorban a sokoldalúságra épülnek: képesek minden főbb fegyvertípus hatékony használatára. Védelmi rendszerük rugalmas, egyaránt alkalmasak páncélzat vagy pajzs alkalmazására. Sebességük ugyan elmarad más frakciók hajóitól, de kiválóan alkalmasak felderítő és felfedező műveletekre, különösen veszélyes vagy ismeretlen területeken.

#### Outer Ring Excavations
Az Outer Ring Excavations (ORE, magyarul Külső Gyűrűi Feltárások) New Eden legnagyobb független bányászati vállalata. Eredetileg a Gallente Szövetség területén alakult meg, majd jelentős nocxium-lelőhelyek felfedezése után az Outer Ring régióba helyezte át működését, miután a Gallente kormány nyomást gyakorolt a lelőhelyek átadására. A Gallente Föderációtól való függetlenedés után ORE gyors növekedésnek indult, és több leányvállalatot alapított különböző szakterületeken: az Outer Ring Development kutatás-fejlesztési, az Outer Ring Prospecting feltárási, az ORE Technologies technológiai és az Frostline Laboratories jégbányászati feladatokat lát el. ORE hosszú ideig együttműködött a Mordu’s Legion nevű zsoldosszervezettel, amely az Outer Ring térség védelmét látta el, különösen a Serpentis kalózszervezet támadásai ellen. Később a Serpentis Frakció többségi tulajdont szerzett a vállalatban. Az ORE látja el New Edent ipari célú űrhajókkal, amelyek a régió gazdasági gerincét alkotják: különféle bányászati, szállítási, roncsmentési és feldolgozási feladatokra specializáltak. Harci helyzetben másokra támaszkodnak, de végső esetben pajzsvédelemre hagyatkoznak.

### Kalózfrakciók

#### Deathless Circle
A Deathless Circle (magyarul: Halhatatlan Kör) egy új kalózfrakció, amely YC125-ben bukkant fel a New Eden alvilágából, amikor elfoglalta és ellenőrzése alá vonta a Zarzakh nevű, elhagyatott joviai űrállomás-rendszert. A titokzatos „The Deathless” nevű alak köré szerveződő csoport egyértelműen láthatóvá vált mint bűnözők, kalózok és számkivetettek laza szövetsége, amely főként caldari és minmatar szervezett bűnözői csoportokból áll. A caldari társadalom alvilágát átszövő bűnözői családok és a „kiközösítettek” kapcsolatrendszere, valamint a Thukker törzs köreiből kikerülő csempészek és bűnözők révén a Deathless Circle jelentős erőforrásokhoz és szakértelemhez jutott. A Deathless Circle hajói a Minmatar és Caldari technológiák ötvözésével készültek, kifejezetten közelharcra optimalizálva. Egyedi SCARAB Breacher Pod rendszerrel vannak felszerelve, amely speciális rohamkapszulákat indít az ellenséges hajók ellen. Ezek a fegyverek folyamatos, időalapú sebzést okoznak, miközben figyelmen kívül hagyják a hagyományos páncél- és pajzsellenállásokat. A hajók emellett főként lövedékfegyvereket használnak, és előnyben részesítik a rajtaütésszerű, gyors támadás-visszavonulás (hit-and-run) taktikát. Néhány hajó képes covert ops álcázórendszer használatára, valamint bónuszt kapnak a stasis webifier (mozgáslassító) hatásokkal szembeni ellenállásra is.

## Érdekességek

### EVE-kapu
Az EVE-kapu egy hatalmas, ősi csillagkapu maradványa a New Eden rendszer peremén, amely a játék története szerint az emberiség belépési pontja volt ebbe a csillaghalmazba. Bár három fényévnyire található a rendszer csillagától, mégis fényes, vibráló pontként látható az égbolton. A szerkezet tetején jól kivehető a „EVE” felirat, de jelentése és eredete ismeretlen. A kapu rendkívül erős sugárzást és elektromágneses viharokat bocsát ki, ezért megközelíthetetlen, de a játékosok gyakran zarándokolnak el a közeli térségbe, és konténerekkel jelölik meg látogatásukat. Vallási jelentőséggel bír a Sisters of EVE szervezet számára, akik isteni eredetűnek tartják, és hiszik, hogy Isten lakozik a túloldalán.

### B-R5RB csata
A B-R5RB csata az EVE Online történetének egyik legnagyobb, játékosok közötti összecsapása volt, amely 2014. január 27–28-án (YC 116) zajlott le a B-R5RB nevű csillagrendszerben. A harc a játék nullbiztonságú (null-sec) térségében zajlott, és a Halloween-háború néven ismert, kiterjedt interkoalíciós konfliktus részeként robbant ki. A csata közvetlen kiváltó oka egy adminisztratív hiba volt: az N3 Coalition és a Pandemic Legion (N3/PL) által irányított B-R5RB rendszer egyik űrállomásának fenntartási díját egy játékos elmulasztotta időben kiegyenlíteni. Emiatt az állomás elvesztette védettségét, és a rendszer elfoglalhatóvá vált. A rivális Clusterfuck Coalition (CFC) és az orosz szövetségek (Halloween Coalition) azonnali támadásba kezdtek, mire az N3/PL válaszul mozgósította teljes elérhető flottáját. A csata 21 órán át tartott, egy időben legfeljebb 2670 játékos tartózkodott a rendszerben, a teljes konfliktusban pedig több mint 7500 játékos vett részt. Az ütközet során mintegy 5000 hajót vetettek be, köztük közel 220 titánt, 445 szuperhordozót, 1170 dreadnoughtot és 650 hordozót. Ezek az úgynevezett kapitális hajók az EVE Online legnagyobb és legértékesebb hadiegységei, amelyek kizárólag null-sec térségekben működtethetők. A veszteségek kiemelkedően nagyok voltak: összesen legalább 576 hajó semmisült meg, köztük 75 titán, valamint több száz szuperhordozó, dreadnought és hordozó. A megsemmisült eszközök játékbeli értéke meghaladta a 11 trillió ISK-t, amely akkori árfolyamon 300–330 ezer amerikai dollárnak felelt meg (2023-as árfolyamon 380–420 ezer USD, vagyis 140–168 millió forint). A csata egyértelműen a CFC és az orosz szövetségek győzelmével zárult, akik sikeresen elfoglalták a B-R5RB rendszert, és súlyos veszteségeket mértek az N3/PL flottára. A fejlesztő CCP Games a történelmi jelentőségű esemény emlékére állandó emlékművet hozott létre The Titanomachy néven, amely a rendszerben lebegő, megsemmisült kapitális hajók roncsait ábrázolja. A csatáról számos nemzetközi sajtóorgánum is beszámolt, többek között a BBC, a CBS, az ABC és az Associated Press amerikai hírügynökség is.
A játék sok utalást tartalmaz Stanley Kubrick 2001: Űrodüsszeia című 1968-as filmjére.
A játosok által „repülhető” hajók nevei gyakran merítenek a mitológiából. Szerepet kap például a skandináv- , a görög-  és a kelet-ázsiai  mitológia is.

## Játék elkezdése
A játék elkezdése kihívást jelenthet egyes emberek számára. A játék komplexitása miatt elég nehéz megtalálni az elején a megfelelő Corpot, ehhez nyújt segítséget a http://eve-online.hu/ oldal.

## Forrsáok
- EVE Universe – Az EVE Online hivatalos honlapja (angol nyelven)
- Az EVE University Wikipedia oldala (angol nyelven)
- Magyar EVE Online hír és közösségi portál